# 刘氏 (封卓妻)
刘氏，北魏女性人物，出自彭城刘氏，嫁给勃海封氏的封卓。
成婚一天后，封卓到京师做官，后因事伏法。刘氏在家，忽然梦到了封卓，知封卓已死，哀哭不止。家里的嫂子们劝说不止，十几天后，凶讯传到，刘氏愤叹而死。时人把他比成汉朝秦嘉妻徐淑。
中书令高允念其高义而声名不著，为她作诗八首：
两仪正位，人伦肇甄。爰制夫妇，统业承先。虽曰异族，气犹自然。生则同室，终契黄泉。其一
封生令达，卓为时彦。内协黄中，外兼三变。谁能作配，克应其选。实有华宗，挺生淑媛。其二
京野势殊，山川乖互。乃奉王命，载驰在路。公务既弘，私义获著。因媒致币，遘止一暮。其三
率我初冠，眷彼弱笄。形由礼比，情以趣谐。忻愿难常，影迹易乖。悠悠言迈，戚戚长怀。其四
时值险屯，横离尘网。伏锧就刑，身分土壤。千里虽遐，应如影响。良嫔洞感，发于梦想。其五
仰惟亲命，俯寻嘉好，谁谓会浅，义深情到。毕志守穷，誓不二醮。何以验之。殒身是效。其六
人之处世，孰不厚生。必存于义，所重则轻。结忿钟心，甘就幽冥。永捐堂宇，长辞母兄。其七
茫茫中野，翳翳孤丘。葛虆冥蒙，荆棘四周。理苟不昧，神必俱游。异哉贞妇，旷世靡畴。其八